# Дитрих I фон Веттин
Дитрих I (Теодорих I; нем. Dietrich I., лат. Theodericus; около 920, Гримма — 976) — граф в Гассегау, первый достоверно известный представитель дома Веттинов.

## Биография

### Происхождение
Точное происхождение Дитриха не известно. Титмар Мерзебургский указывает, что тот происходил из дома Букконов и был родственником маркграфа Мейсена Рикдага. Эта же версия отображена в более позднем Саксонском анналисте. Созданная в XIII веке «Генеалогия Веттинов» (лат. Genealogia Wettinensis) ничего о происхождении Дитриха не сообщает. В созданной в XV веке Альтцельской хронике указывалось, что Веттины происходят от саксонского герцога Видукинда, который рассматривался также как строитель замка Веттин.
В настоящее время существуют три теории происхождения Дитриха, однако документального подтверждения не имеет ни одна из них. Сложность заключается в том, что в это время упоминается несколько графов в этих местах, имеющих имя Дитрих в разных вариантах (Theodericus, Dietrich, Dedo, Dadi, Dadanus, Teti).
Первая теория была выдвинута в 1886 году в диссертации Фридриха Курце. Позже её использовал Отто Поссе, который в 1897 году опубликовал работу по генеалогии дома Веттинов. Эта теория основана на том, что владения Дитриха названы как «tribs, quae dicitur Buzici» (область Бузици). Согласно Курце и Поссе, Buzici интерпретируется как Buco или Buzo, краткой форме имени Burchard (Бурхард). И они отождествили род Бузици с Бурхарденами, сподвижниками Каролингов при Карле Великом. Согласно этой теории братьями Дитриха были Деди и Бурхард, сопровождавшие императора Оттона II в Италию в 982 году и погибшие 13 июля в битве против сарацин у Кап Колонна. Отцом Дитриха по этой теории считается Деди I (ум. 14 марта 957), граф в Гассегау, женатый на дочери гауграфа Фридриха II. При дальнейшем развитии теории род возводился к погибшему в 908 году в битве при Эйзенахе против венгров маркграфа Сорбской марки Бурхарду.
Вторая теория, поддерживаемая Райнхардом Венскусом и Штефаном Пэтцольдом, также выводит Buzici к имени Бурхард и считает Дитриха сыном герцога Швабии Бурхарда III (ум. 973) из рода Бурхардингеров, который некоторое время жил в Саксонии после 926 года, от официально не подтверждённого первого брака с Вильтрудой из рода Иммедингеров. Для поддержки этой теории указывается, что во вступлении созданного, правда, только в XIII веке, Саксонского зерцала Веттины причисляются к швабским родам.
Третья теория, излагающаяся, в частности, в «Lexikon des Mittelalters», считает Дитриха сыном упоминаемого в 945 году графа Гарцгау Фолькмара. Эту теорию поддерживает тот факт, что родственник Веттинов, маркграф Рикдаг, считается родственником гарцгауанских графов — рода, прослеживающегося до IX века.

### Правление
О жизни Дитриха известно очень мало. Он упоминается в «Хронике» Титмара Мерзебургского как отец графа Деди (Дедо). Также Дитрих упоминается под именем Теодорик (лат. Theodericus) в Саксонском анналисте как отец двух сыновей. Также он упоминается в двух актах, датированными 21 апреля 956 года и 23 апреля 966 года. Возможно, что именно он упоминается у Видукинда как Деди, граф в Гассегау, в 939 и 950 годах.
Дитрих владел землями в Восточной Саксонии к западу от Заале в Гассегау, а также в Северной Швабии. Точный год его смерти неизвестен. По одной версии он умер до 976 года, поскольку именно в этом году его сын Деди перевёз в Чехию свою мать от междоусобиц. Однако существует гипотеза, что Дитрих участвовал в походе императора Оттона II в Италию в 982 году, где и погиб 13 июля в битве при Кап Колонне против сарацин.

### Семья
Жена: Имма. Дети:
- Деди I (ум. 13 ноября 1009), граф Мерзебурга
- Фридрих I (ум. 6 января 1017), граф Айленбурга